# Mühlthal (Starnberg)

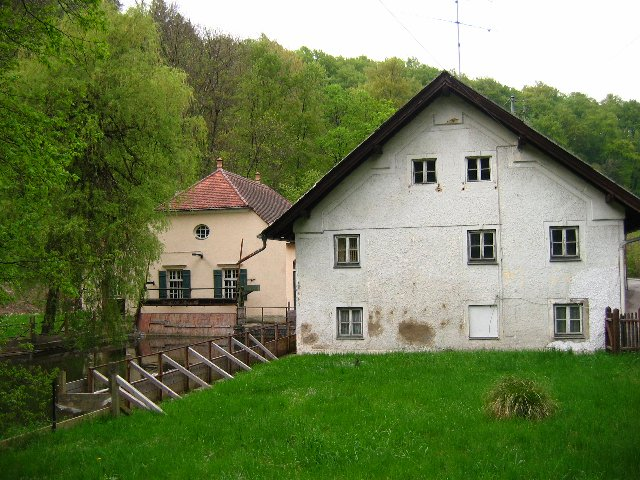
Mühlthal: Untere Mühle und Pumpenhaus (links hinten)

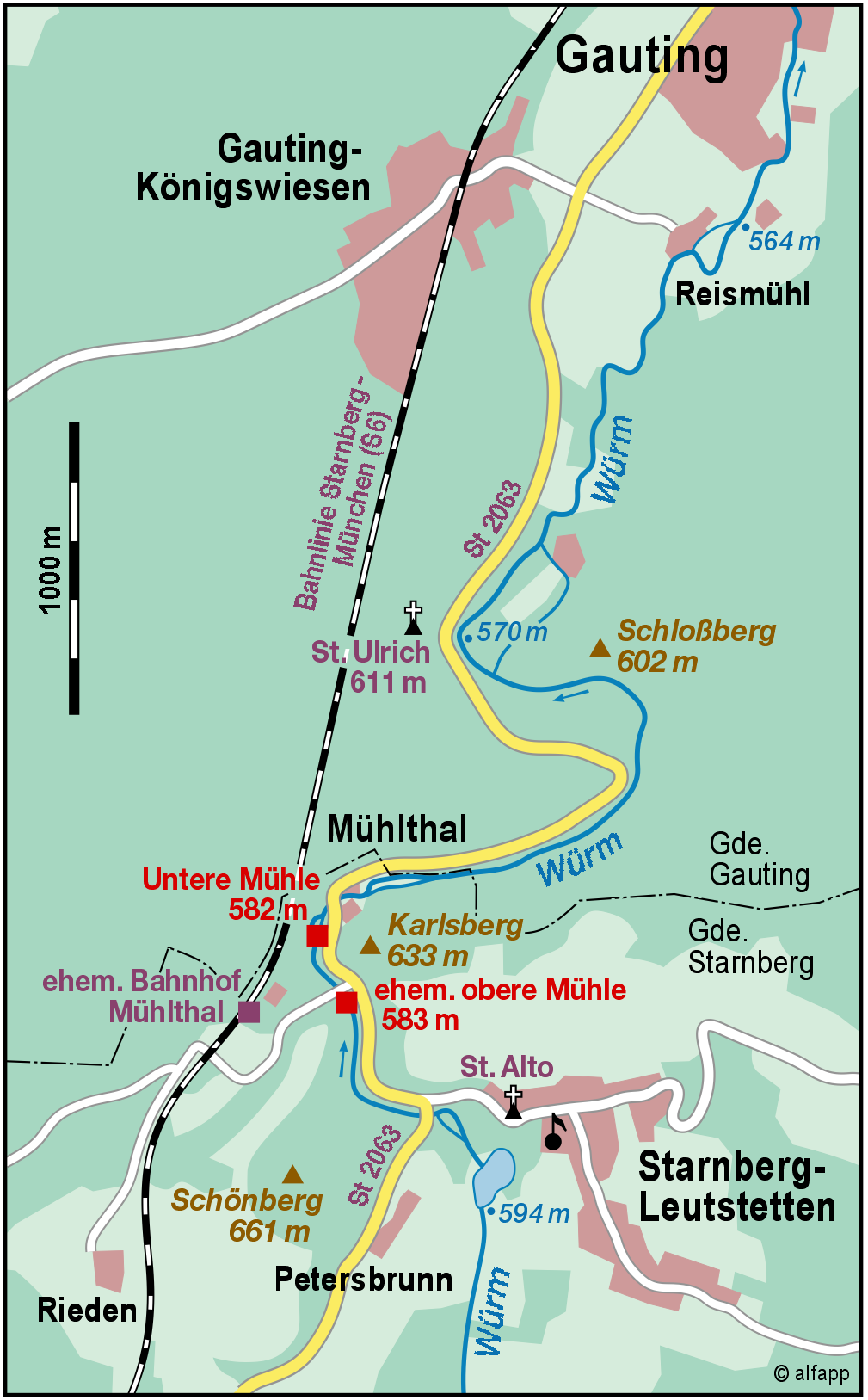
Karte Mühlthal (Starnberg)

Mühlthal im engeren Sinne bezeichnet den Standort von (ehemaligen) Mühlen an der Würm in der Gemarkung Leutstetten der Stadt Starnberg. Im weiteren Sinne wird der Name Mühlthal (auch Mühltal) für den Abschnitt des Würmtals zwischen Leutstetten und Königswiesen verwendet. Das Mühlthal ist ein beliebtes Ausflugsgebiet im Südwesten von München.

## Geschichte
Das Gebiet um Mühlthal ist schon seit langer Zeit besiedelt. Hiervon zeugen eine größere Anzahl von Hügelgräbern der Hallstattzeit auf dem westlichen Hochufer der Würm. Dort verlief auch die Römerstraße Cambodunum–Bratananium, von der noch vereinzelte Spuren im Gelände erkennbar sind. Mittelalterlichen Ursprungs sind ehemalige Burg- bzw. Befestigungsanlagen auf dem östlichen Hochufer (Karlsburg auf dem Karlsberg oberhalb Mühlthal sowie auf dem Schlossberg etwa 1200 m weiter nördlich). Die Anlage der Mühlen (untere Mühle bzw. Untermühlthal und obere Mühle bzw. Obermühlthal) stehen vermutlich im Zusammenhang mit der Karlsburg. Die untere Mühle ist seit dem 12. Jahrhundert urkundlich erwähnt. Sie ist heute noch vorhanden und steht unter Denkmalschutz. Daneben befindet sich ein 1890/92 für die Pasinger Wasserversorgung errichtetes Pumpenhaus, dessen Francis-Turbinen seit dem Jahr 1895 ohne Unterbrechung laufen. Von der oberen Mühle ist nichts mehr vorhanden.
In der Nähe ihres Standortes befinden sich zwei ebenfalls unter Denkmalschutz stehende Gebäude: das Schusterhäusl (1826) und das Haus zum Kapeller, eine ehemalige Eremitage, die auf das Jahr 1736 zurückgeht.
Im Jahr 1854 wurde die Bahnstrecke München–Starnberg eröffnet und Mühlthal erhielt einen eigenen Bahnhof. Das Empfangsgebäude nach Plänen von Friedrich Bürklein steht heute unter Denkmalschutz und wird privat genutzt, nachdem seit 2004 keine Züge mehr dort halten.
Im Jahr 2022 verkaufte der Würmtal Zweckverband den seit 2009 leerstehenden Gasthof Obermühltal und das Haus zum Kapeller an einen Kraillinger Investor. Das Mühlengebäude an der Würm wurde ausgeschrieben, aber der Zweckverband bestreitet einen Verkauf an denselben Investor.

## Geologie
Als Mühlthal wird das Tal der Würm im Abschnitt zwischen dem Ende des Zungenbeckens des Isar-Loisach-Gletschers und dem Austritt der Würm aus dem selbstgeschaffenen Kerbtal in die Münchner Schotterebene bezeichnet. Der Isar-Loisach-Gletscher der letzten Kaltzeit (Würm-Kaltzeit) schürfte mit seiner mittleren Hauptzunge das Becken des Starnberger Sees aus. Dessen Untergrund besteht aus miozänem Sediment, einem als Flinz bezeichneten Mergel, auf dem zu Nagelfluh verfestigte Schotter aus den vorangegangenen Kaltzeiten abgelagert war. Im Bereich des Gletschers wurde dieser Nagelfluh abgetragen, am Rand seiner maximalen Ausdehnung vor rund 20.000 Jahren blieb er erhalten. Nördlich dahinter folgen in idealer Verkörperung der als Glaziale Serie bezeichneten typischen glazialen Morphologie ausgedehnte Schotterfelder. Sie bilden die langsam nach Norden abfallende Münchner Schotterebene, die sich über rund 50 km erstreckt.
An seinem äußersten nördlichen Rand lagerte der Gletscher Endmoränen aus mitgeführtem Schotter ab, die das Zungenbecken im Norden begrenzten. Diese Endmoränen sind in besonders typischer Form in einer doppelten Kette mit einer flachen, peripheren Rinne dazwischen ausgeführt. Am Gletschertor sind die Endmoränen durch das Schmelzwasser unterbrochen, der Abfluss der Ur-Würm ist der Beginn des Mühlthals. Ein kleiner Teil im Norden des Beckens verlandete seitdem. Auf den vom Gletscher abgelagerten Seetonen staut sich das Oberflächenwasser und vor dem Eingang ins Mühlthal entstand das Leutstettener Moos, ein Niedermoor mit einzelnen Anteilen an Übergangs- und Hochmoor. Im Rest des Beckens liegt bis heute der Starnberger See, der aufgrund der Geomorphologie mit Faltenmolasse-Rücken im Süden keine Zuflüsse aus den Alpen hat und daher durch den geringen Materialeintrag nur sehr langsam verlandet.
Das Durchbruchstal der Würm tiefte sich um rund 50 m in die Endmoränen ein und schnitt damit die wasserundurchlässigen Schichten des Mergels unterhalb des Nagelfluhs und der jüngeren Moränenschotter an. Daher treten überall im Mühlthal starke Hangquellen aus. Sie wurden zur Trinkwassergewinnung gefasst oder speisen die im Tal angelegten Fischteiche. Das Wasser der Quellen ist sehr kalkreich, so dass an einigen Stellen Kalktuff entsteht. Das harte Gestein des Nagelfluhs lenkte den Flusslauf in enge Windungen. Die stufenweise Eintiefung kann man in dem als Weiherbuchet bezeichneten Mittelteil als Terrassen auf beiden Hangseiten gut erkennen.
In das Tal transportierte der Fluss selbst während des Gletscherrückzugs weitere Schotter mit geringerer Korngröße, die den Talboden und das Bett der Würm heute ausfüllen.

## Verkehr
Durch das Mühlthal führt die Staatsstraße 2063 und, meist auf der jeweils anderen Seite der Würm, ein Rad- und Wanderweg. Auf dem westlichen Hochufer der Würm verläuft die Trasse der zweigleisigen Bahnstrecke München–Garmisch-Partenkirchen. Bis zum 12. Dezember 2004 wurde der Haltepunkt Mühlthal (Oberbay) von der S-Bahn München bedient. Er war bei Wanderern sehr beliebt. Er wurde jedoch aufgelassen, weil bereits zum 10. Juni 2001 nur etwa drei Kilometer südlich der für Pendler errichtete S-Bahnhof „Starnberg Nord“ eröffnet wurde.

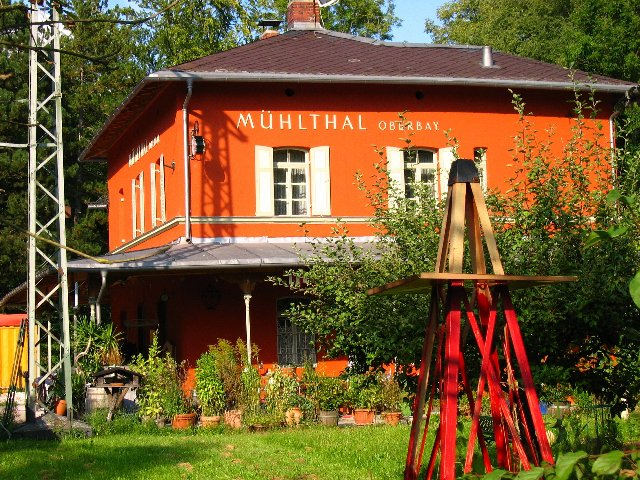
Ehemaliges Bahnhofsgebäude Mühlthal
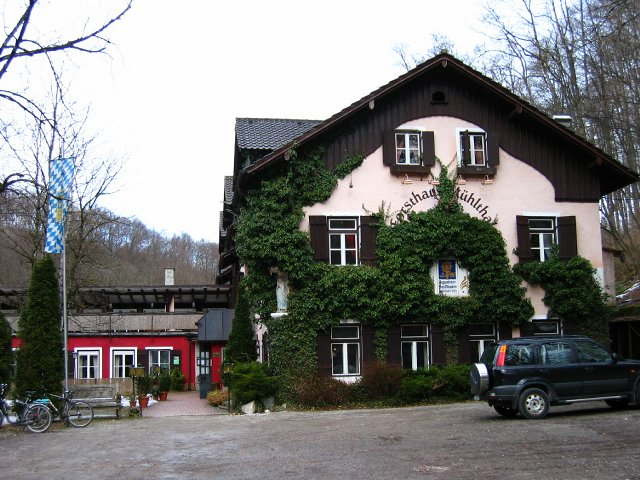
Forsthaus Mühlthal bei der unteren Mühle
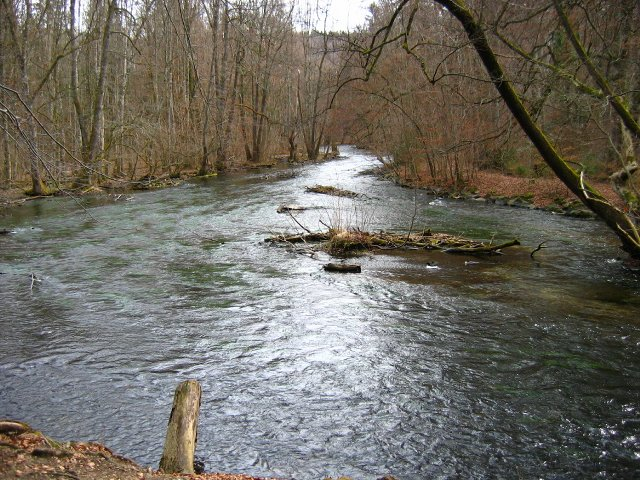
Würm im Mühlthal
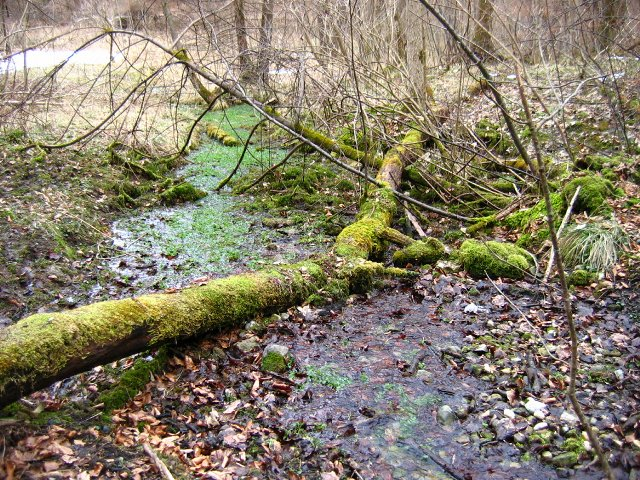
Quellaustritt im Mühlthal
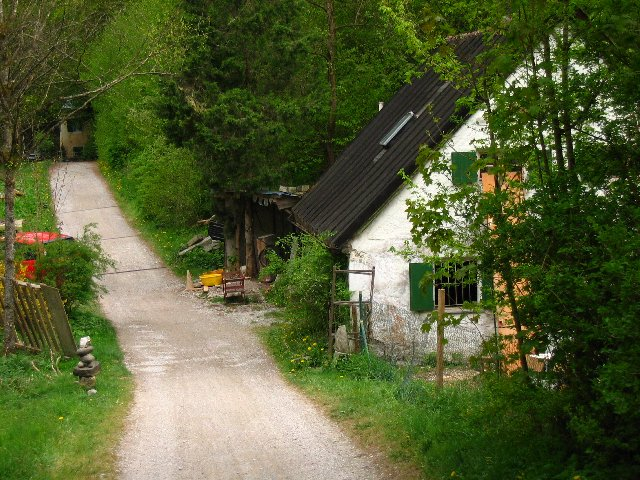
Schusterhäusl (Vordergrund) und Kapeller (Hintergrund)